# Midt om natten
För andra betydelser, se Midt om natten (olika betydelser).
Midt om natten är Kim Larsens femte studioalbum, utgivet 1983 av Medley Records som soundtrack till den Erik Balling-regisserade filmen med samma namn (1984), där Kim Larsen spelar huvudrollen. Filmen kom att bli en av Danmarks största biografsuccér och albumet det bäst säljande i dansk historia.

## Låtlista
1. Susan Himmelblå
2. Papirsklip
3. Haveje
4. Rocco
5. Tik Tik
6. Sköna flicka
7. Tiden står stille
8. 1910
9. Lille pige
10. Volver Volver
11. Midt om natten